# Orlin Starokin
Orlin Starokin (bulgarisch Орлин Старокин; * 8. Januar 1987 in Sofia, Bulgarien) ist ein bulgarischer Fußballspieler.

## Karriere
Orlin Starokin spielte seit 2009 für den bulgarischen Erstligisten FC Tschernomorez Burgas, wurde jedoch als Transferziel von ZSKA Sofia in der Winterpause 2009/2010 gesetzt. Dennoch wechselte er erst in der Sommerpause 2011 zu Lewski Sofia. Nach drei Jahren in Sofia ging er 2014 nach Kasachstan zu Ertis Pawlodar. Im Februar 2015 kehrte Starokin nach Bulgarien zurück und schloss sich Lokomotive Sofia an. Im Sommer 2015 wechselte er zu Dinamo Bukarest nach Rumänien. Er verließ den Klub jedoch im August wieder und heuerte bei Botew Plowdiw an. Im Sommer 2016 wechselte er zum Ligakonkurrenten Pirin Blagoewgrad. Dort gehörte er zu den Stammkräften im Mittelfeld. Im Sommer 2017 verpflichtete ihn Tscherno More Warna. In der Winterpause nahm ihn der Ligakonkurrent Witoscha Bistriza unter Vertrag. Mit dem Klub musste er nach der Saison 2017/18 absteigen. Er ging nach Zypern zu Alki Oroklini.